# توهین

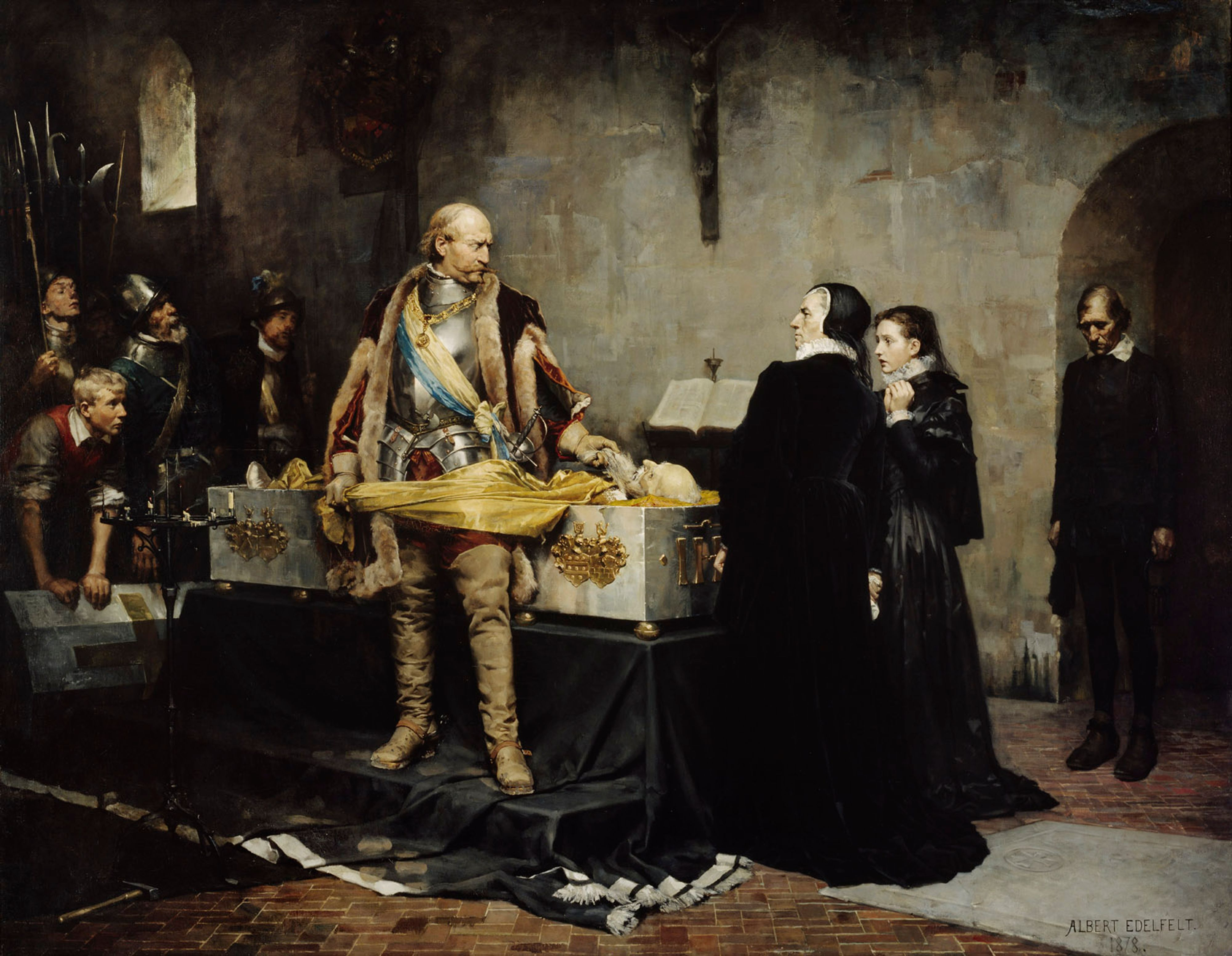
توهین دوک کارل به جسد کلاوس فلمینگ، آلبرت ادلفلت، 1878. Ebba Stenbock همسر فلمینگ در سمت راست.

توهین یا اهانت عبارت یا بیانی (یا گاهی رفتاری) است که بی‌احترامی یا تمسخر است. توهین ممکن است عمدی یا تصادفی باشد. توهین ممکن است واقعی باشد، اما در عین حال تحقیرآمیز باشد، مانند کلمه " هم‌خون ".
تعارف پشت‌دستی (یا چپ‌دستی) یا asteism، اهانتی است که به عنوان یک تعارف پنهان می‌شود یا با آن همراه است، به ویژه در شرایطی که تحقیر یا تحقیر عمدی باشد.
حمله شخصی، توهینی است که به برخی از ویژگی‌های شخص وارد می‌شود.
سیگنال‌ها در ده دسته تقسیم‌بندی می‌شوند:
1. سیگنال‌های بی‌علاقگی
2. سیگنال‌های کسالت
3. سیگنال‌های ناشکیبایی
4. سیگنال‌های برتری
5. سیگنال‌های تعارف تغییر شکل یافته
6. سیگنال‌های ناراحتی ساختگی
7. سیگنال‌های رد کردن
8. سیگنال‌های مسخره کردن
9. توهین‌های نمادین
10. سیگنال‌های کثیف